# Себастијан Ахо
Себастијан Антеро Ахо (фин. Sebastian Antero Aho — Раума, 26. јул 1997) професионални је фински хокејаш на леду који игра на позицијама центра и крилног нападача.
Члан је сениорске репрезентације Финске за коју је на међународној сцени дебитовао на светском првенству 2016. године. На том првенству селекција Финске је освојила сребрну медаљу.
Учествовао је на улазном драфту НХЛ лиге 2015. где га је као 35. пика у другој рунди одабрала екипа Каролина харикенса. У лето наредне године потписао је трогодишњи уговор са Харикенсима, а у НХЛ-у је дебитовао већ у првој утакмици Харикенса играној на отварању сезоне 2016/17. Први погодак у лиги постигао је 12. новембра 2016. на утакмици против Капиталса. Прву НХЛ сезону окончао је са учинком од 49 поена (24 гола и 25 асистенција).
Пре одласка у НХЛ одиграо је две сезоне за фински Оулун Керпет са којим је освојио и титулу првака Финске у сезони 2014/15.